# 뉴욕 워터 택시

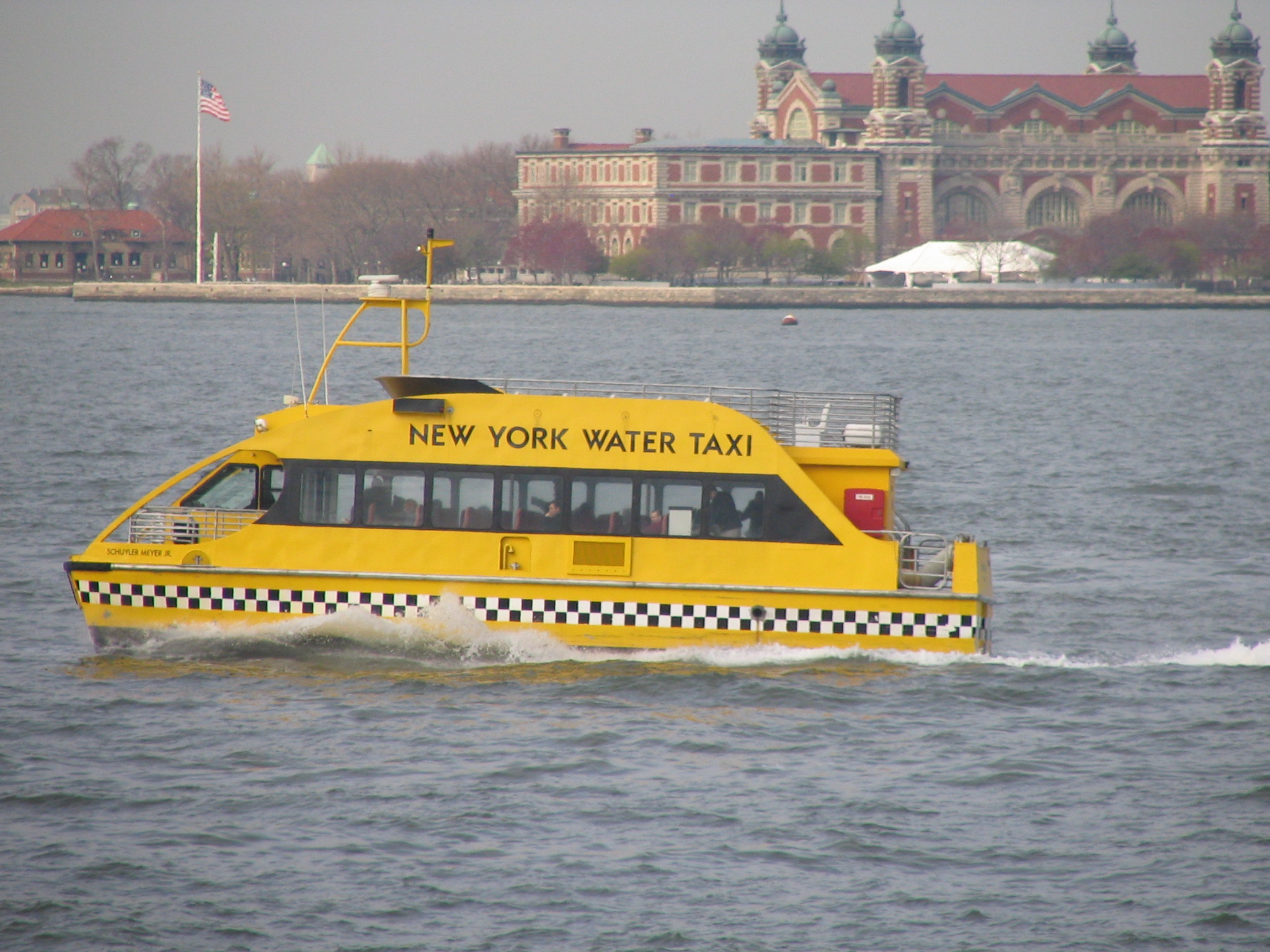
뉴욕 워터 택시

뉴욕 워터 택시(New York Water Taxi)는 뉴욕 브루클린 레드훅에 본사를 둔 수상 택시 기업이다. 이스트강 및 허드슨강을 이동하며, 통근 및 관광 서비스를 제공한다.